# Girolamo Fantini
Girolamo Fantini (1600, Spoleto - 1675, Florencie) byl italský trumpetista a skladatel.

## Životopis
O Fantiniově životě je jen velmi málo známo. Jisté je, že v roce 1631 byl trubač u dvora velkovévody toskánského Ferdinanda II. z Medici (1610-1670).
V létě 1634 přišel Fantini do sídla kardinála Borghese společně s varhaníkem kostela svatého Petra v Římě, Girolamo Frescobaldi (1583-1643). Jednalo se ohledně prvního koncertu s trubkou a varhanami. Francouzský lékař a hudební teoretik Pierre Bourdelot (1610-1685), psal o Fantinim jako o Marin Mersenne (1588-1648): "Za doprovodu Frescobaldiho, hrál Fantini ve vší barevností v půltónové hře."
Fantini je hlavně znám svou polnicovou školou „Modo per imparare a sonare di tromba", kterou v roce 1638 publikoval ve Frankfurtu nad Mohanem.

## Dílo (výběr)
- Aria "detta la Truxes"
- Balletto "detto del Gauotti"
- Balletto "detto il Lunati"
- Balletto "detto la Squilletti"
- Brando "detto del Bianchi"
- Brando "detto l'Albizi"
- Capriccio "detto del Carducci"
- Corrente "detta del Riccardi"
- Galliarda "detta del Strozzi"
- Prima entrata imperiale
- Ricercata n. 2 "detta del Acciaioli"
- Ricercata n. 9 "detta del Castiglioni"
- Rotta
- Saltarello "detto del Naldi"
- Sarabanda "detta del Zozzi"
- Seconda entrata imperiale
- Sonata per 2 trombe "Detta del Gucciardini"
- Sonata per tromba e basso continuo "detta del Capponi"
- Sonata per tromba e basso continuo "detta del Monte"
- Sonata per tromba e basso continuo "detta del Panicalora"
- Sonata imperiale I
- Sonata imperiale II
- 8 sonate per tromba e basso continuo:
  - Sonata per tromba e basso continuo n. 1 "detta del Colloreto"
  - Sonata per tromba e basso continuo n. 2 "detta del Gonzaga"
  - Sonata per tromba e basso continuo n. 3 "detta del Niccolini"
  - Sonata per tromba e basso continuo n. 4 "detta del Saracinelli"
  - Sonata per tromba e basso continuo n. 5 "detta dell'Adimari"
  - Sonata per tromba e basso continuo n. 6 "detta del Morone"
  - Sonata per tromba e basso continuo n. 7 "detta del Vitelli"
  - Sonata per tromba e basso continuo n. 8 "detta del Nero"